# Problema en Pollensa
Problema en Pollensa (en su publicación original en inglés, The Regatta Mystery and Other Stories) es un libro de la escritora británica Agatha Christie, publicado en 1939. Existe una versión en español, publicada en 1959
En 1991, HarperCollins publicó una nueva recopilación de cuentos, con título similar, Problem at Pollensa Bay and Other Stories, que no tiene versión en español, conservando tres de los nueve relatos de 1939 y añadiendo otros cinco, alguno de los cuales ya se había publicado en otras colecciones de cuentos.

## Edición española de 1965 (inglesa de 1939)
El libro está constituido por nueve cuentos. En ocho de los cuentos aparecen tres de los protagonistas habituales de la autora, de modo que dos son de Parker Pyne, cinco de Hércules Poirot, y uno de Miss Marple. Para cerrar el conjunto se incluye un cuento de amor y terror titulado En el espejo ..
El cuento que da título al libro, «Problema en Pollensa», se desarrolla en el Puerto de Pollensa, España, donde la autora veraneaba mientras escribió el relato.
Los títulos y protagonistas de las historias de esta edición son:
- Problema en Pollensa (Problem at Pollensa Bay) (Parker Pyne)
- Misterio en las regatas (The Regatta Mystery)  (Parker Pyne)
- El misterio del cofre de Bagdad (The Mystery of the Baghdad Chest) (Hércules Poirot)
- ¿Cómo crece tu jardín? (How Does Your Garden Grow?) (Hércules Poirot)
- Iris amarillo (Yellow Iris) (Hércules Poirot)
- Miss Marple cuenta una historia (Miss Marple Tells a Story) (Miss Marple)
- El sueño (The Dream) (Hércules Poirot)
- En un espejo  (In a Glass Darkly)
- Problema en el mar (Problem at Sea) (Hércules Poirot)

## Edición de 1991
Problem at Pollensa Bay and Other Stories (Problema en Pollensa y otras historias) se publicó en el Reino Unido en noviembre de 1991, por HarperCollins, a un costo de £13.99. No se ha publicado en España, sin embargo seis de los ocho cuentos que contiene ya fueron publicados en otros libros en español de la autora, quedando los otros dos hasta el momento inéditos en este idioma. El libro incluye ocho cuentos, dos de los cuales están protagonizados por Hércules Poirot, dos por Parker Pyne, dos por Harley Quin y los otros dos son cuentos de terror.
Los títulos y protagonistas de las historias de esta edición son: 
- Problema en la bahia de Pollensa (Problem at Pollensa Bay) (Parker Pyne)
- El segundo gong (The Second Gong) (Hércules Poirot)
- Iris amarillo (Yellow Iris) (Hércules Poirot)
- El juego de té Arlequín (The Harlequin Tea Set) (inédito en español) (Harley Quin)
- Misterio en las regatas (The regatta mystery) (Parker Pyne)
- Detectives aficionados (The Love Detectives) (Harley Quin)
- Junto a un perro (Next to a Dog) (inédito en español)
- Flor de Magnolia (Magnolia Blossom) (contenido en el libro La hora de Agatha Christie)